# پولار الکترو
پولار الکترو (انگلیسی: Polar Electro) شرکت تجهیزات ورزشی فنلاندی است، که در سال ۱۹۷۷ تأسیس شد.